# Parafia Świętych Apostołów Piotra i Pawła w Opaleniu
Parafia św. Apostołów Piotra i Pawła w Opaleniu – parafia rzymskokatolicka w Opaleniu.
Do parafii należą wierni z miejscowości: Dębowy Las, Jaźwiska Wybudowanie, Pólko i Widlice. 
Funkcję proboszcza od 2014 pełni ks. Waldemar Opłatkowski.